# The Body
«The Body» — песня британской группы Public Image Ltd, ставшая вторым синглом с их альбома 1987 года Happy?. Был выпущен и в 7-дюймовых и в 12-дюймовых форматах. Сингл занял 100-е место на британском хит-параде. Оба трека не изменённые, и взятые из альбома.

## О сингле
Песню рассматривали, как продолжение композиции Sex Pistols «Bodies», так как в обоих треках рассматривается тема абортов, хотя обе и написаны в разных жанрах.
Так же была выпущена третья версия сингла — Remix Version: The Body (UK Remix) / The Body (US Remix) / Angry. UK Remix сделал Гари Лэнгэн, а US Remix Эрик Тонгрен.
Би-сайдами сингла стали новая перезаписанная версия — «Religion» из дебютного альбома группы, а также «Angry».

## Список композиций
7" формат
1. «The Body»
2. «Angry»

12" формат
1. «The Body»
2. «The Religion (87 Remix)»
3. «Angry»